# Mezquita de Malek

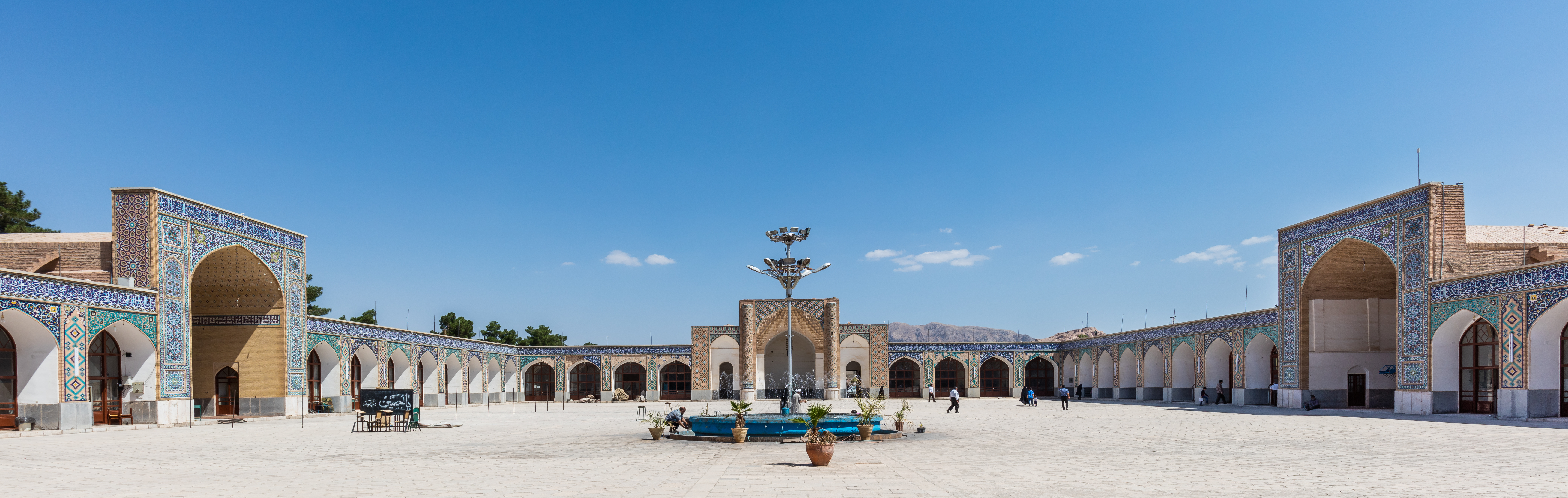
Vista de la plaza central.

La mezquita de Malek es una mezquita tradicional situada en la ciudad de Kermán, al sureste de Irán.

## Historia
La mezquita data del siglo XI d. C. y fue construida durante la dinastía selyúcida, si bien algunas secciones de la mezquita se construyeron durante el gobierno de Vakil-ol-Molk, un gobernador de Kerman, en el siglo XIII.

## Características
El porche occidental fue reparado en el siglo XX por Deylamqani, descendiente del período Saljuqi. También se ha restaurado la torre norte, que estaba en estado de ruina. 
La mezquita cuenta también con tres altares de yeso.

## Galería de imágenes

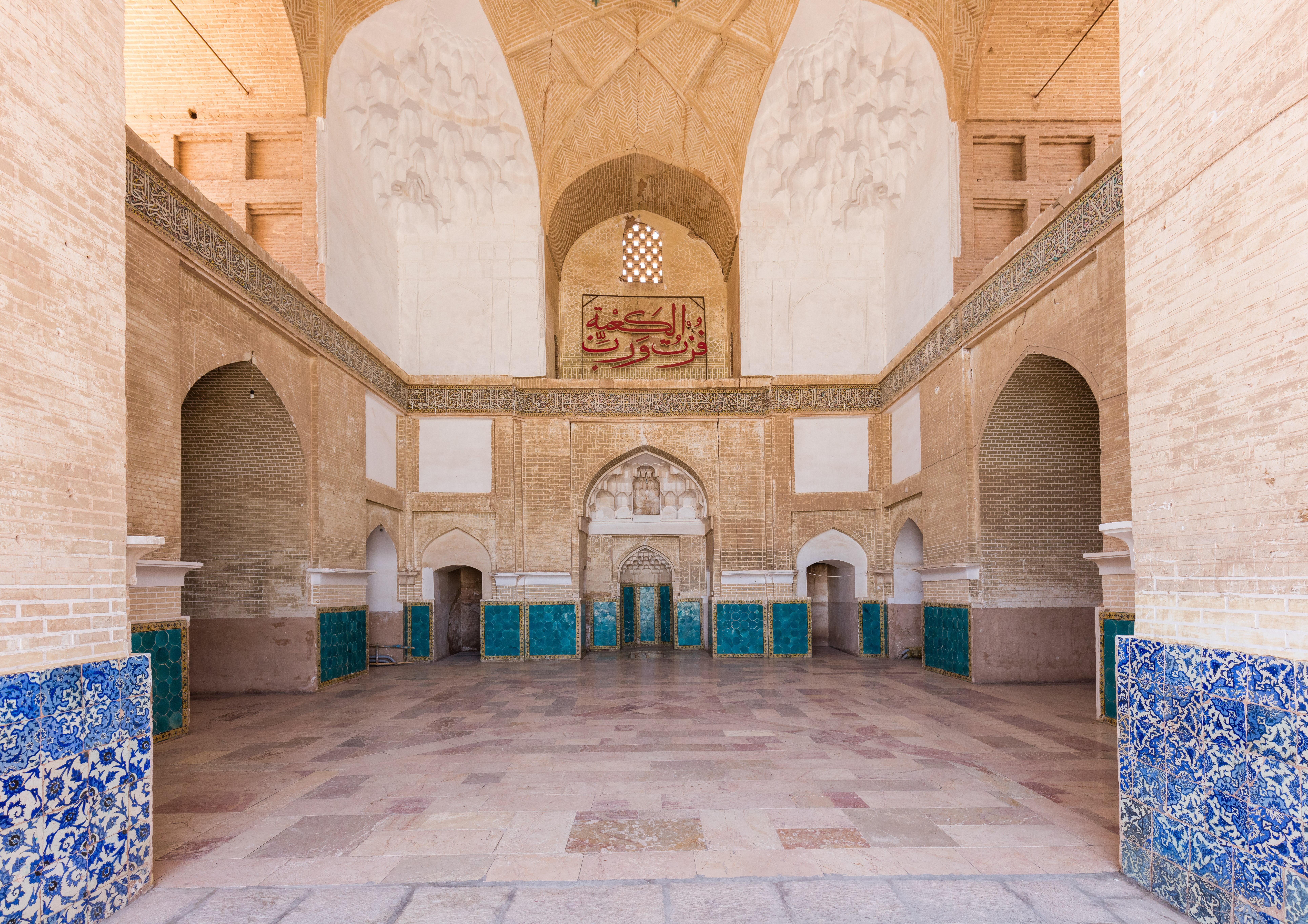
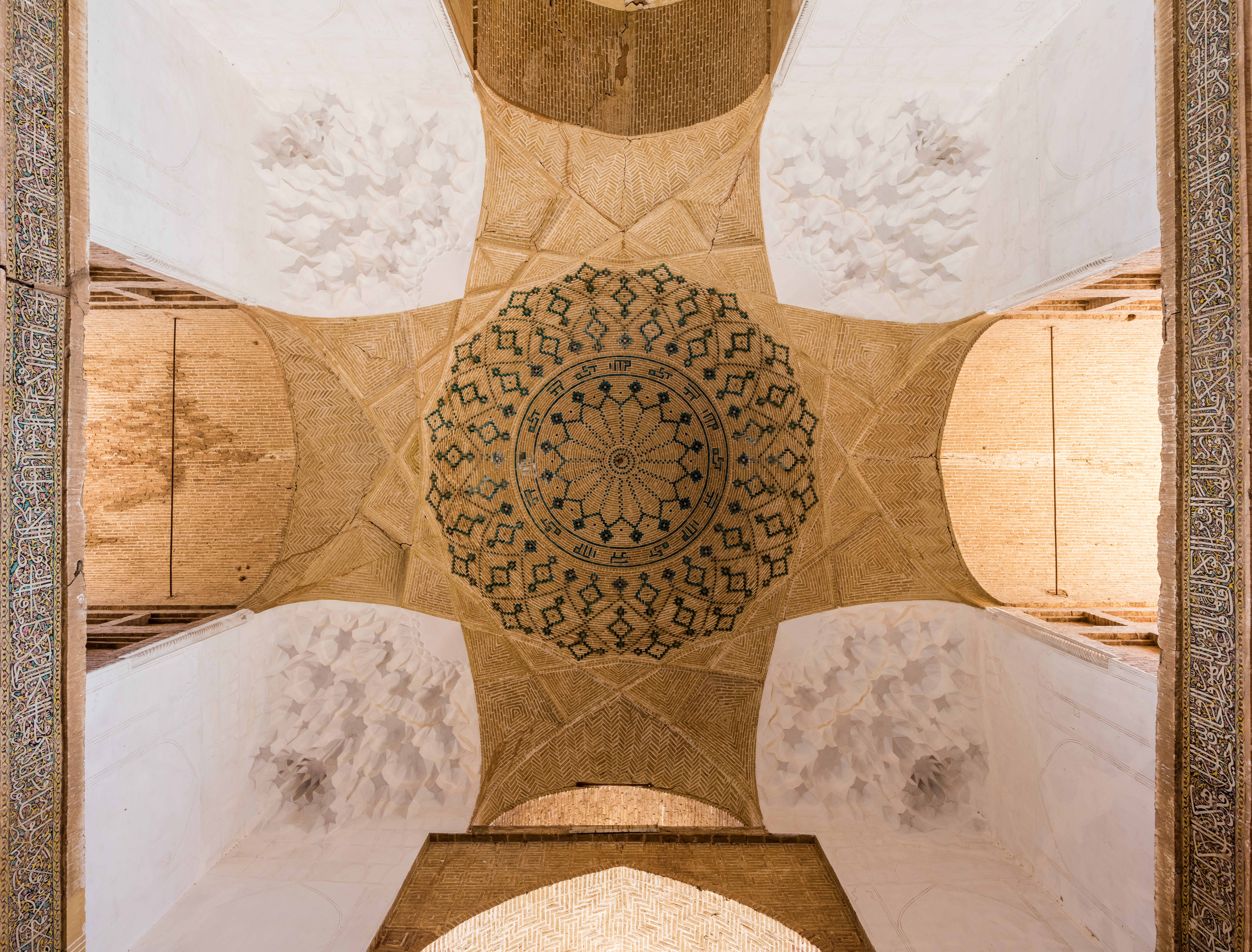
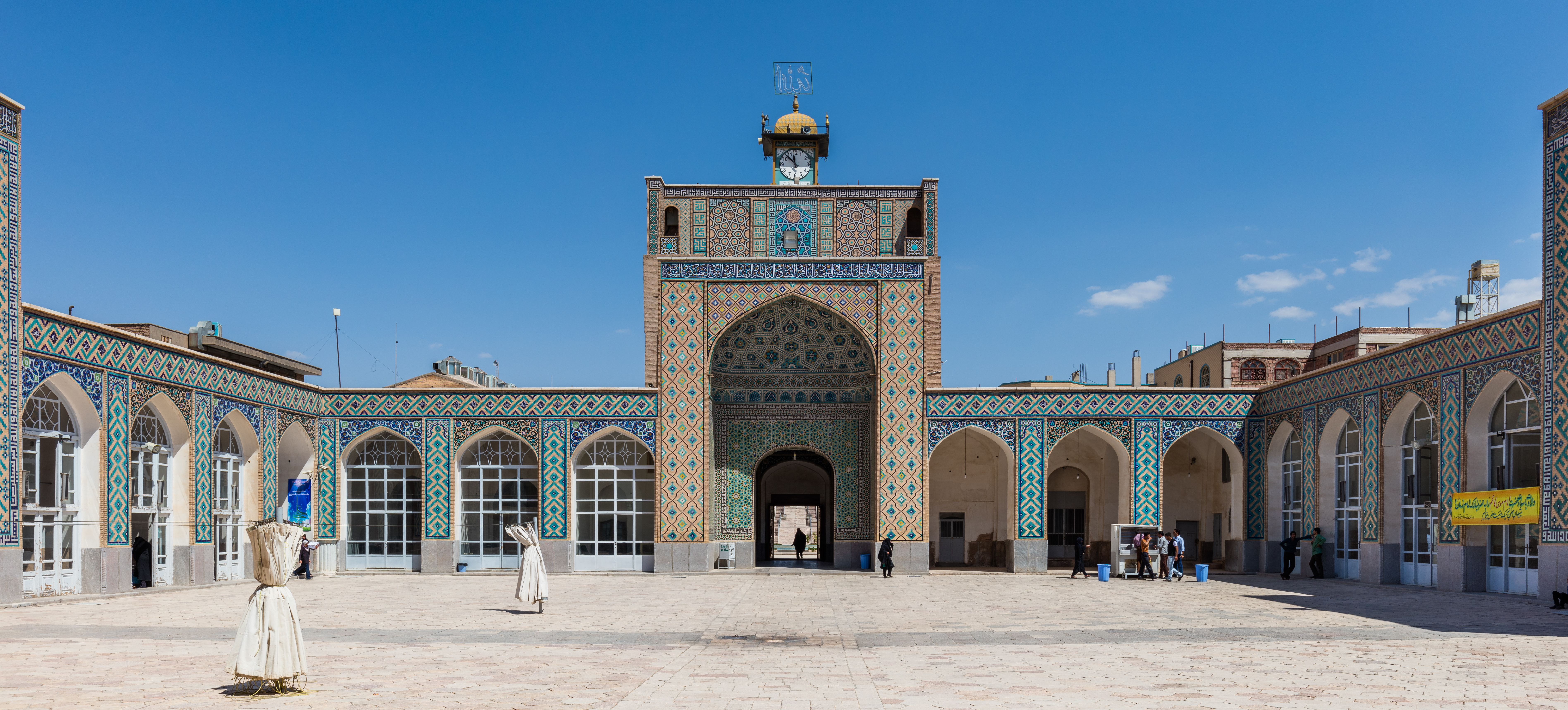
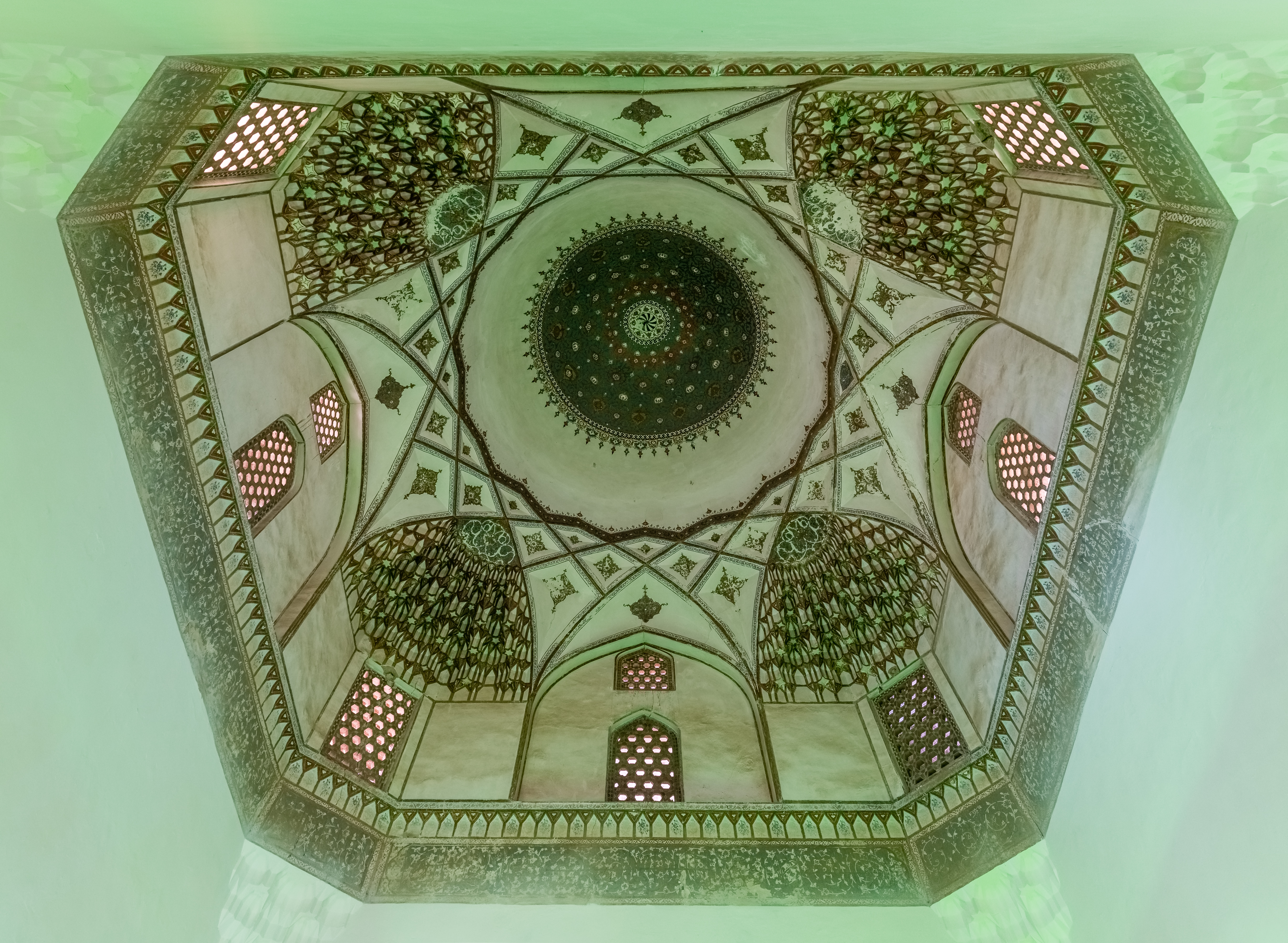
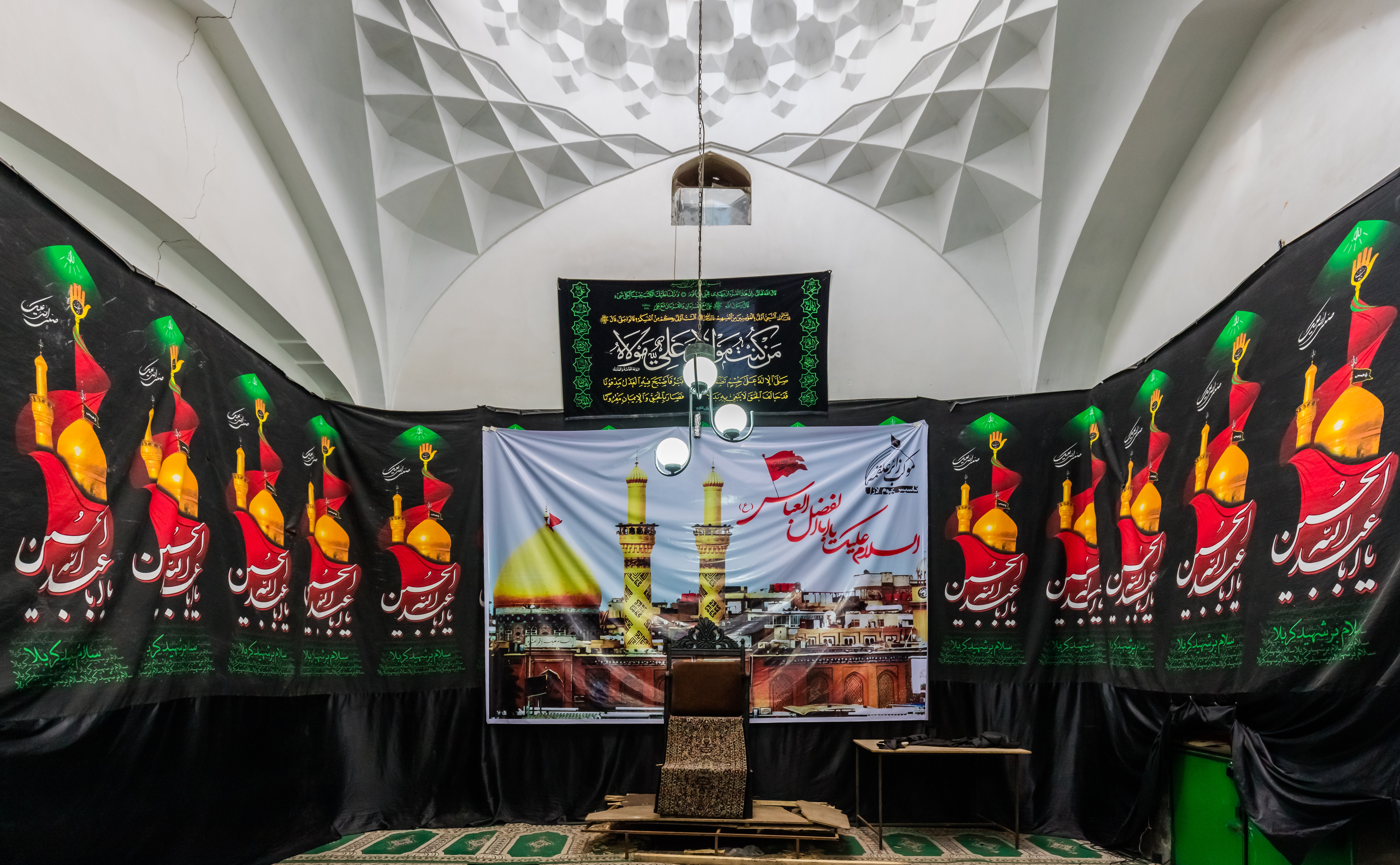
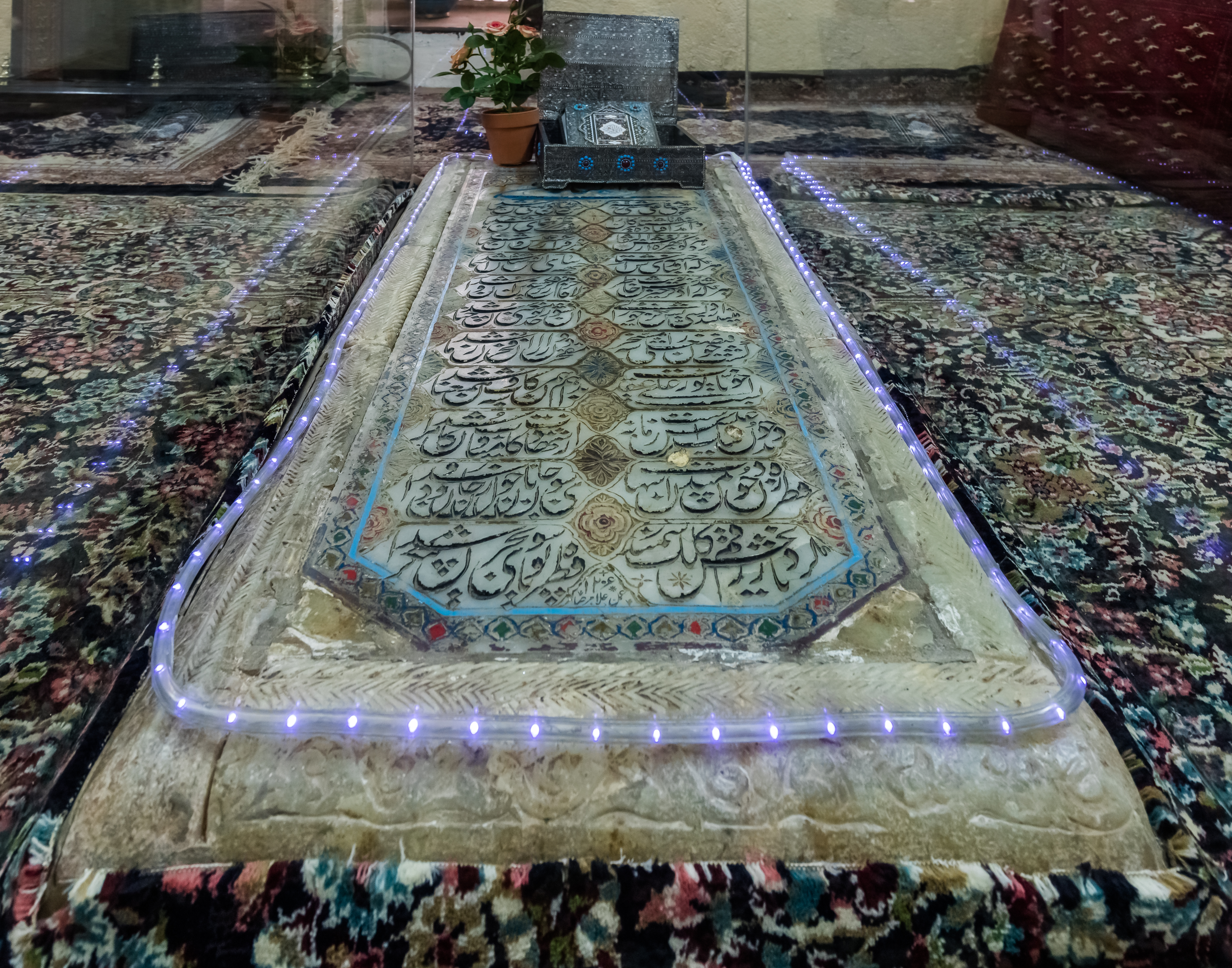
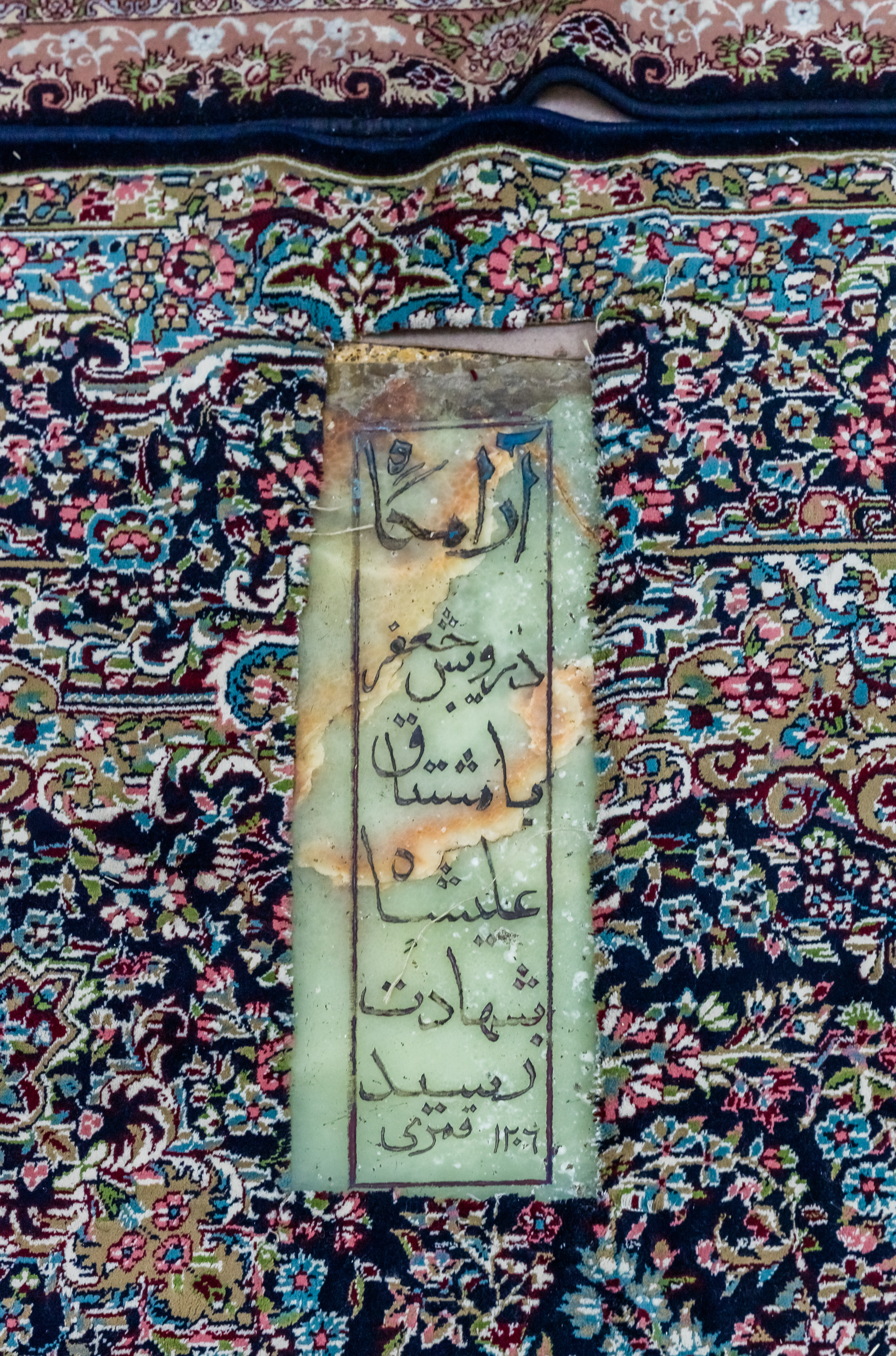
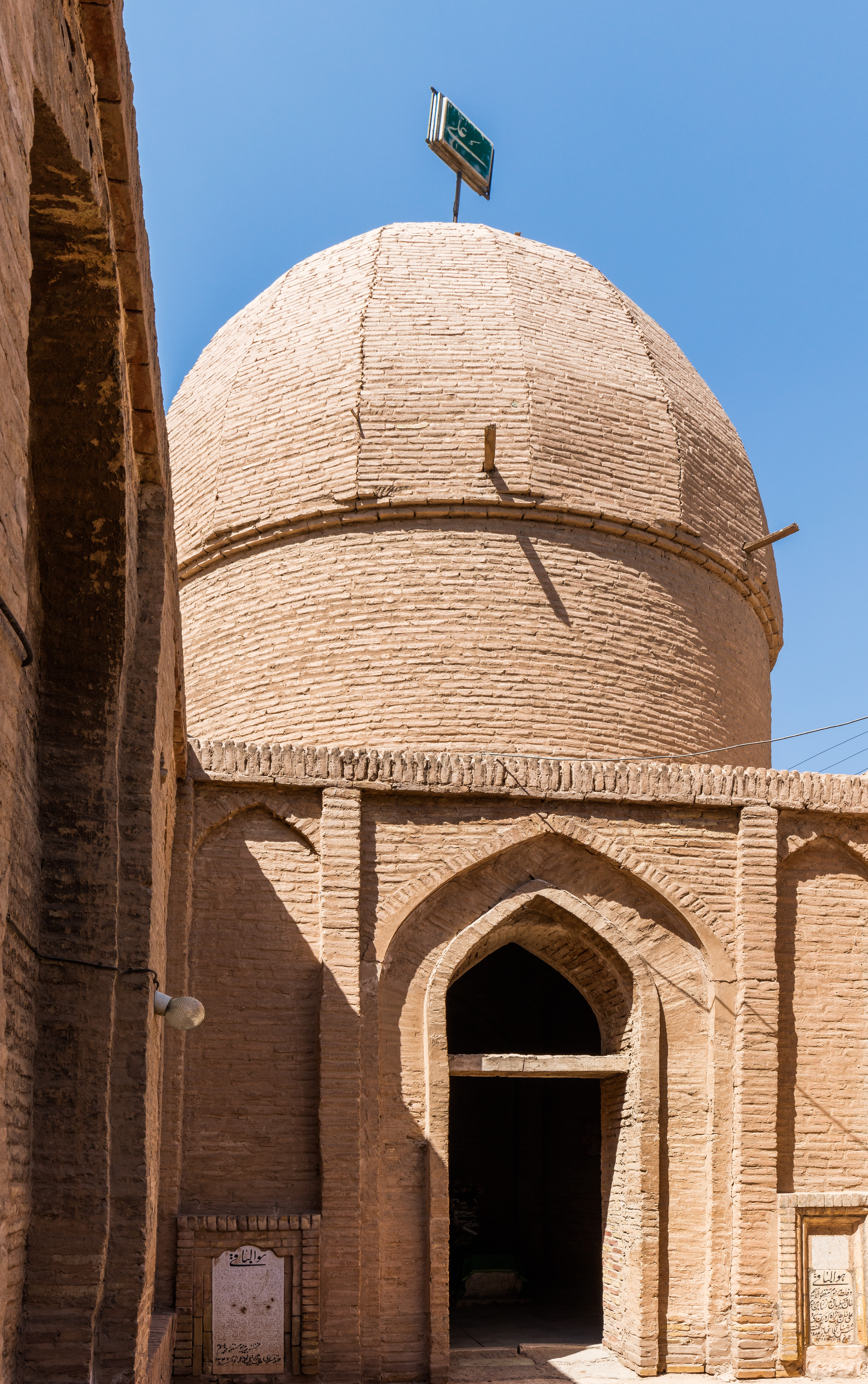
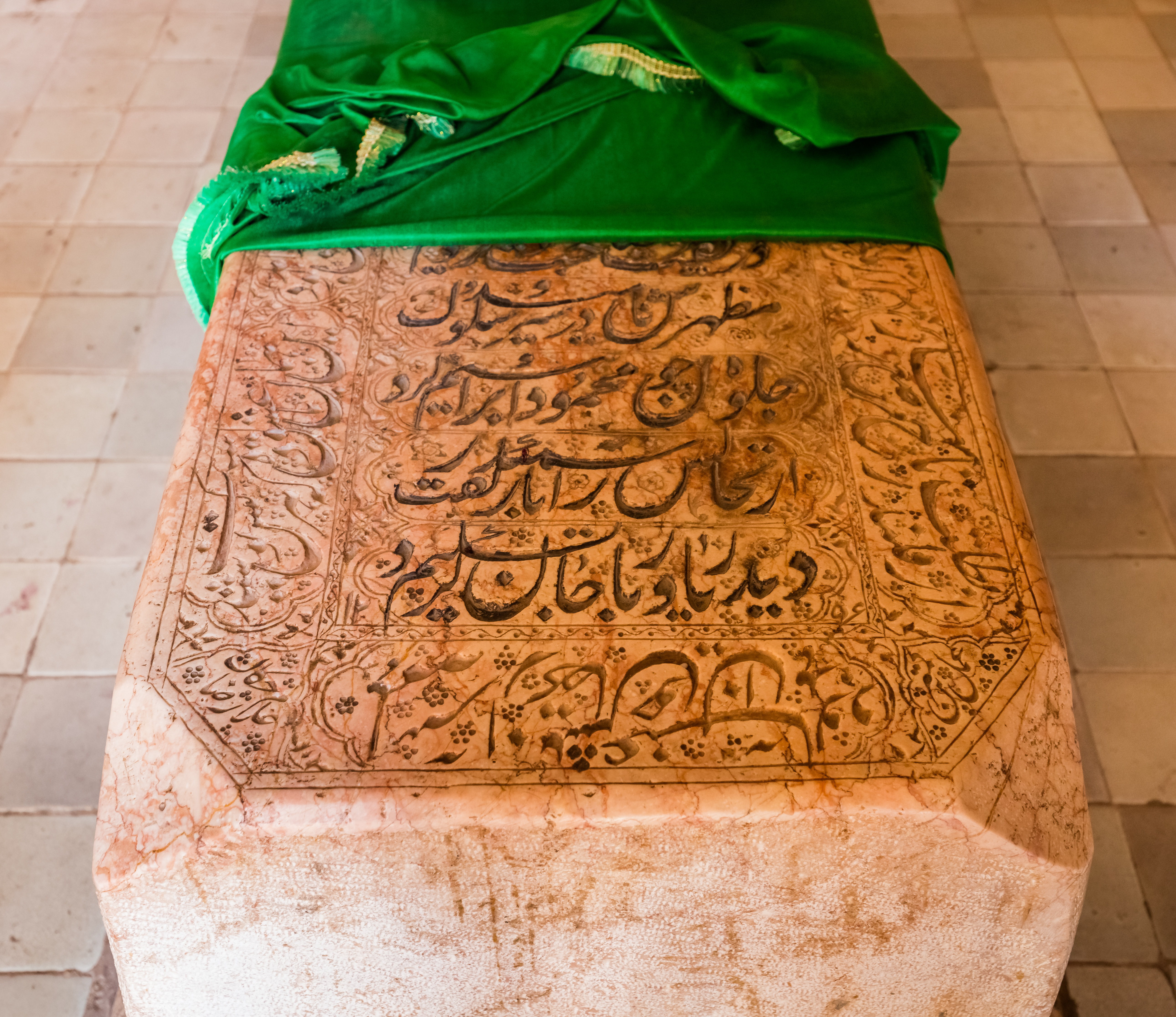